# Storstockholms Lokaltrafik
Storstockholms Lokaltrafik (SL) är ett aktiebolag som ägs av Region Stockholm. Före 2012 fungerade SL som trafikhuvudman för den landburna kollektivtrafiken i Stockholms län samt för vissa pendelbåtslinjer på Saltsjön och Mälaren.
År 2012 tog Region Stockholms trafiknämnd och trafikförvaltning över ansvaret för kollektivtrafiken och blev då den officiella regionala kollektivtrafikmyndigheten. I dag är SL framför allt ett varumärke som olika entreprenörer använder när de kör kollektivtrafik på uppdrag av trafikförvaltningen. Det formella aktiebolaget AB Storstockholms Lokaltrafik finns dock kvar och förvaltar vissa avtal och tillgångar.
Trafikförvaltningen driver också Stockholms Spårvägsmuseum.
Företaget har organisationsnummer 556013-0683 och registrerades i bolagsregistret år 1916 med namnet AB Stockholms Spårvägar, och var fram till årsskiftet 1966/67, då det nuvarande namnet antogs, helägt av Stockholms stad. Från den 1 januari 1967 ändrades namnet till AB Storstockholms Lokaltrafik. Bolaget är numera helägt av Region Stockholm.

## Historia

Intäkter och skattefinansiering år 1969-2020

### AB Stockholms Spårvägar (1915–1966)
År 1916 bildades det kommunala AB Stockholms Spårvägar (SS) för att samordna spårvagnstrafiken inom Stockholm. Bolaget övertog flera privata och kommunala spårvagnslinjer. (Observera att dagens AB Stockholms Spårvägar – som kör Lidingöbanan och Spårväg City – är ett helt annat bolag, grundat 1989.)

### AB Storstockholms Lokaltrafik (1967 och framåt)

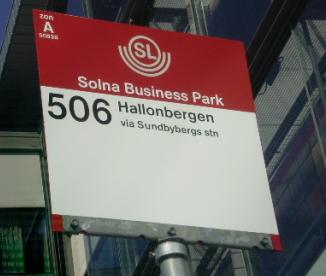
En busskylt i Solna Business Park, Solna.

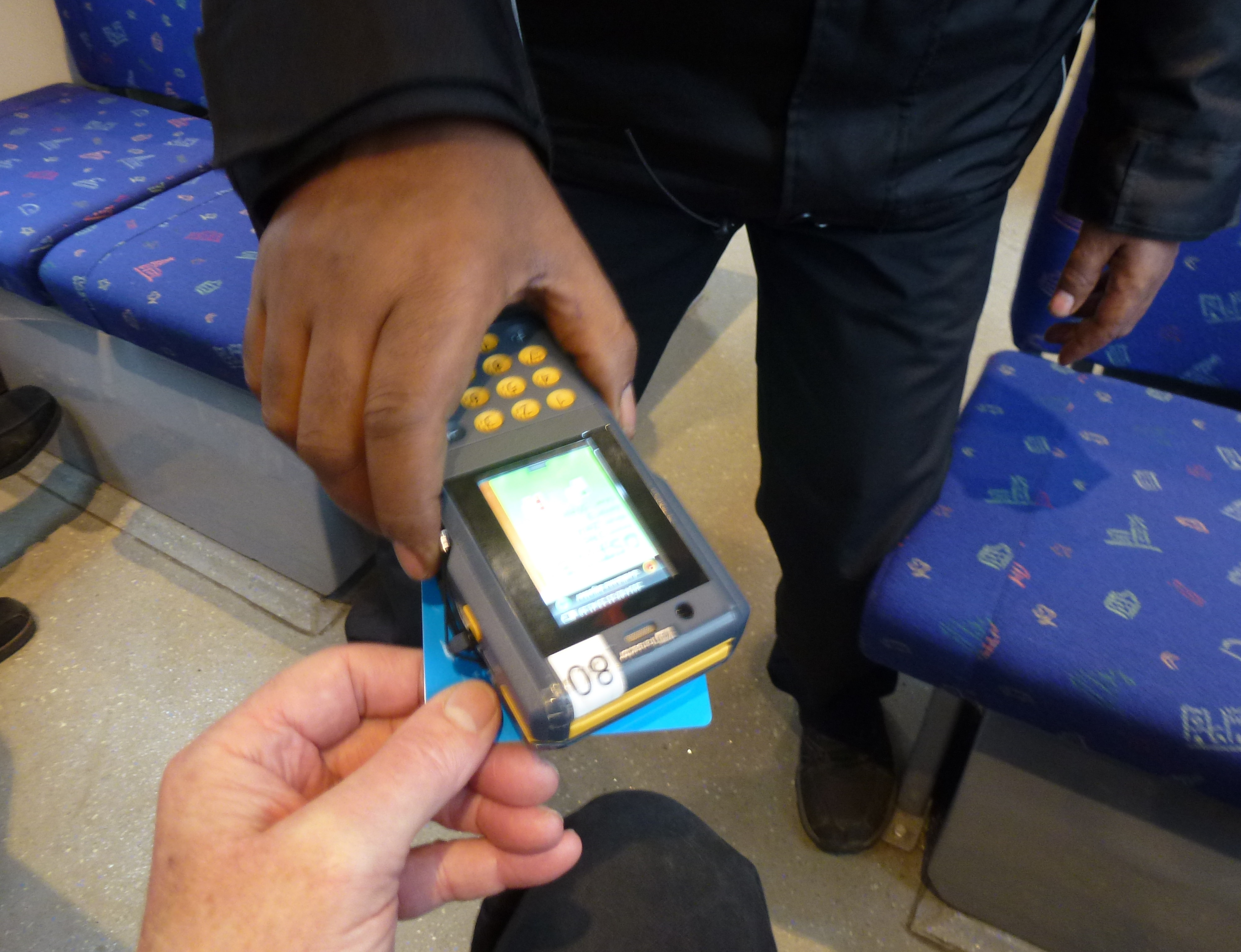
Bärbar biljettmaskin för det förra biljettsystemet SL Access, som lades ned år 2023.

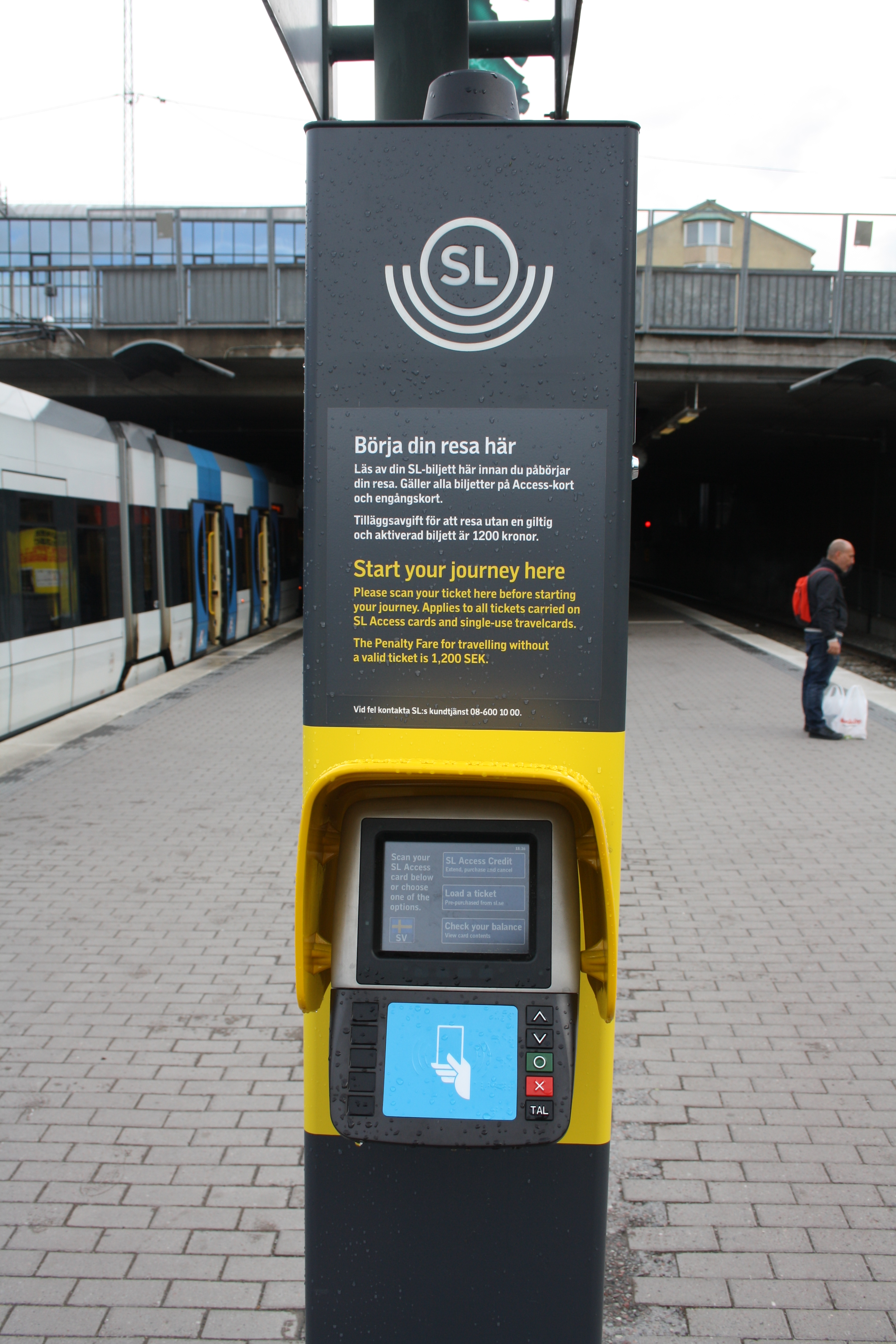
Biljettstolpe används på Tvärbanan istället för konduktörer.

Hörjelöverenskommelsen (uppkallad efter Nils Hörjel, då statssekreterare i kommunikationsdepartementet) innebar att all lokaltrafik i Stockholms län skulle samlas under ett länsbolag. Fram till dess hade trafiken drivits av SJ samt olika privata och kommunala bolag. Eftersom Stockholms stad ännu inte ingick i Stockholms läns landsting, lades länsbolaget först i Kommunalförbundet för Stockholms stads och läns regionala frågor (KSL). Därefter överfördes det till Stockholms läns landsting.
SL-modellen blev snart en förebild för länstrafikbolag i andra län, där de dock ofta ägdes gemensamt av landsting och kommuner. Den 1 januari 1967 övertog SL även ansvaret för lokal persontrafik på järnväg i länet, medan Statens Järnvägar (SJ) fortsatte köra trafiken på uppdrag av SL. Övriga linjer utanför det ursprungliga Stockholms Spårvägar (SS) drevs tills vidare på entreprenad.
Den första trafik som helt införlivades i SL (istället för SS, som skötte den innan) och kördes i egen regi var busslinjen till Kvarnholmen i Nacka. Denna linje ersattes 1968 av en förlängning av en befintlig busslinje. Året därpå, 1969, övertog SL SJ:s tre billinjegrupper:
- 500-linjerna: Solna, Upplands-Bro, Sigtuna och Upplands Väsby
- 600-linjerna: Danderyd och Täby
- 700-linjerna: Huddinge, Södertälje, Nykvarn, Botkyrka och Salem

Övertagandet skedde successivt och anpassades efter olika juridiska förutsättningar. I vissa fall övertog SL hela företag, som ibland drevs vidare som dotterbolag innan de fusionerades med SL. I andra fall togs trafiken över direkt.
Målet var att SL i princip skulle driva all trafik i egen regi med egna fordon och personal. Pendeltågstrafiken var ett undantag, eftersom SJ vid den tiden förvaltade järnvägsspåren och hade ensamrätt på trafiken.
I början av 1970-talet hade SL på olika sätt övertagit alla tidigare trafikföretag i Stockholms län. När SJ, som drev Roslagsbanan på SL:s uppdrag, ville lägga ned banan 1972, köpte landstinget bansträckan söder om Rimbo. Man övertog då både infrastruktur och fordon och lade driften i ett nytt dotterbolag: Järnvägsaktiebolaget Roslagsbanan (RB).
I slutet av 1980-talet, efter att Leif Axén tillträtt som vd, ändrade SL inriktning. Det blev inte längre självklart att all trafik skulle drivas i egen regi. De trafikoperativa enheterna och förvaltningen av infrastrukturen ombildades till dotterbolag, bland annat SL Buss AB, SL Tunnelbanan AB, SL Tåg AB, SL Specialbuss AB, SL Bansystem AB och SL Fastigheter AB (de två sistnämnda slogs senare ihop till SL Infrateknik AB).
Huvudbolaget SL fick framöver rollen som beställare med uppgift att ”göra rätt saker” (i praktiken upphandla trafik). Dotterbolagen skulle ”göra saker rätt” och därmed köra den upphandlade trafiken. Från och med december 1998 såldes flera av dessa dotterbolag helt eller delvis till externa aktörer.
År 1993 genomfördes den första anbudsupphandlingen av SL-trafiken, vilket ledde till att Swebus tog över vissa trafikområden. Sedan dess har upphandlingar genomförts nästan årligen.
År 1995, med verkan från 2000, köpte SL delvis ut sig ur avtalet med staten om pendeltågstrafiken. Det påverkade dock inte SL:s betalningsansvar fram till 2011 för investeringar i länets järnvägsanläggningar och tåg som staten gjort sedan mitten av 1950-talet. En mindre del av dessa pengar avsåg tåginköp. Trafiken körs i dag av en upphandlad entreprenör. År 2000 upprättades även Driftledningscentralen (DLC) för att samordna felhantering i infrastrukturen och andra kritiska system.

## Infrastruktur
Till skillnad från andra regionala kollektivtrafikmyndigheter har Region Stockholm en synnerligen omfattande egen infrastruktur. Regionen är spårinnehavare och infrastrukturförvaltare på tunnelbanan,  Lidingöbanan, Nockebybanan, Roslagsbanan, Saltsjöbanan, Spårväg City och Tvärbanan. Regionen äger vidare en mängd fastigheter som är nödvändiga för driften samt kommunikationsradiosystemen för trafikledningen.
Infrastrukturen har en larm- och övervakningscentral kallad Driftledningscentralen (DLC).

### Depåer

#### Pendeltågen och andra järnvägar
- Brodepån
- Mörby verkstäder
- Neglingedepån
- Södertäljedepån
- Vallentunadepån
- Älvsjödepån

#### Spårväg
- Alkärrshallen
- Brommadepån
- AGA-depån
- Ulvsundadepån

#### Tunnelbanan
- Hammarbydepån
- Högdalsdepån
- Norsborgsdepån
- Nybodadepån (även bussdepå)
- Rissnedepån
- Vällingbydepån

## Fordon
SL äger eller leasar spårfordonen och ställer dessa till trafikentreprenörernas förfogande. Däremot ägs alla bussar av bolagen som kör för SL. Entreprenörerna ansvarar för inköp och beställning av bussarna.
SL-trafiken rullar omkring 2 400 bussar (2025). Flera olika entreprenörer äger bussarna själva, medan SL ställer spårfordon (tunnelbane- och pendeltåg) till förfogande.
- Vanligaste bussmodellen: MAN Lion's City som körs i flera olika kommuner i länet. Inom SL:s trafik finns både elbussar och biodieselbussar från MAN Lion's City.
- Övriga förekommande modeller: Setra TopClass 531DT, VDL Citea, Scania (OmniLink, Citywide), Volvo (8900, 9700 DD m.fl.), samt elbussar som Mercedes-Benz eSprinter, BYD, Solaris Urbino IV.

Bussarna ägs av entreprenörerna (t.ex. Keolis, Nobina, Transdev och VR), medan tunneltåg, pendeltåg och lokaltåg leasas eller ägs av SL.
Genom årens lopp har SL varit leasetagare till ett antal motorvagnståg i X10-generationen, som använts av Statens Järnvägar (SJ) i andra delar av Sverige (bl.a. Västmanland). SL inköpte även ett antal Regina-motorvagnar, som dock aldrig använts i SL-trafiken och därför överlåtits till andra trafikhuvudmän.
Flera av SL:s entreprenader har även jour- och trafikledningspersonal i yttre tjänst som kör olika fordon. Dessa fordon får ibland köra med blåljusutrustning.
| Fordon                           | Typ                             | Drivmedel             | Trafikområde             |
| -------------------------------- | ------------------------------- | --------------------- | ------------------------ |
| Scania Citywide                  | Boggi-, ledbuss                 | Biodiesel             | Alla                     |
| Scania OmniLink II               | Normal-, boggi-, ledbuss        | Biodiesel             | Alla                     |
| Scania Citywide Suburban         | Boggibuss                       | Biodiesel             | Södertälje               |
| Setra S 531 DT                   | Dubbeldäckare                   | Biodiesel             | Nacka/Värmdö             |
| VDL Citea LLE                    | Normalbuss                      | Biodiesel             | Norrort                  |
| MAN Lion's City                  | Kort-, normal-, boggi-, ledbuss | El, biodiesel, biogas | Alla                     |
| MAN Lion's Intercity LE          | Normal-, boggibuss              | Biodiesel             | Söderort, Nacka/Värmdö   |
| BYD K11                          | Normal-, ledbuss                | El                    | Norrort                  |
| Volvo 9700 DD                    | Dubbeldäckare                   | Biodiesel             | Norrort                  |
| Volvo 8900                       | Normal-, boggibuss              | Biodiesel             | Alla (förutom innerstad) |
| Volvo 8700                       | Boggibuss                       | Biodiesel             | Norrort                  |
| Volvo B9SALE                     | Ledbuss                         | Biodiesel             | Tyresö                   |
| Volvo 8500 (B9SALE ansiktslyft)  | Ledbuss                         | Biodiesel             | Norrort                  |
| Solaris Urbino IV (E15LE)        | Boggibuss                       | El                    | Nacka/Värmdö             |
| Mercedes-Benz Citaro C2          | Ledbuss                         | Biodiesel             | Ekerö                    |
| Mercedes-Benz Citaro K           | Kortbuss                        | Biodiesel             | Närtrafiken              |
| Mercedes-Benz Sprinter/eSprinter | Midibuss                        | El, biodiesel         | Närtrafiken              |

### Bilder av SL:s fordon

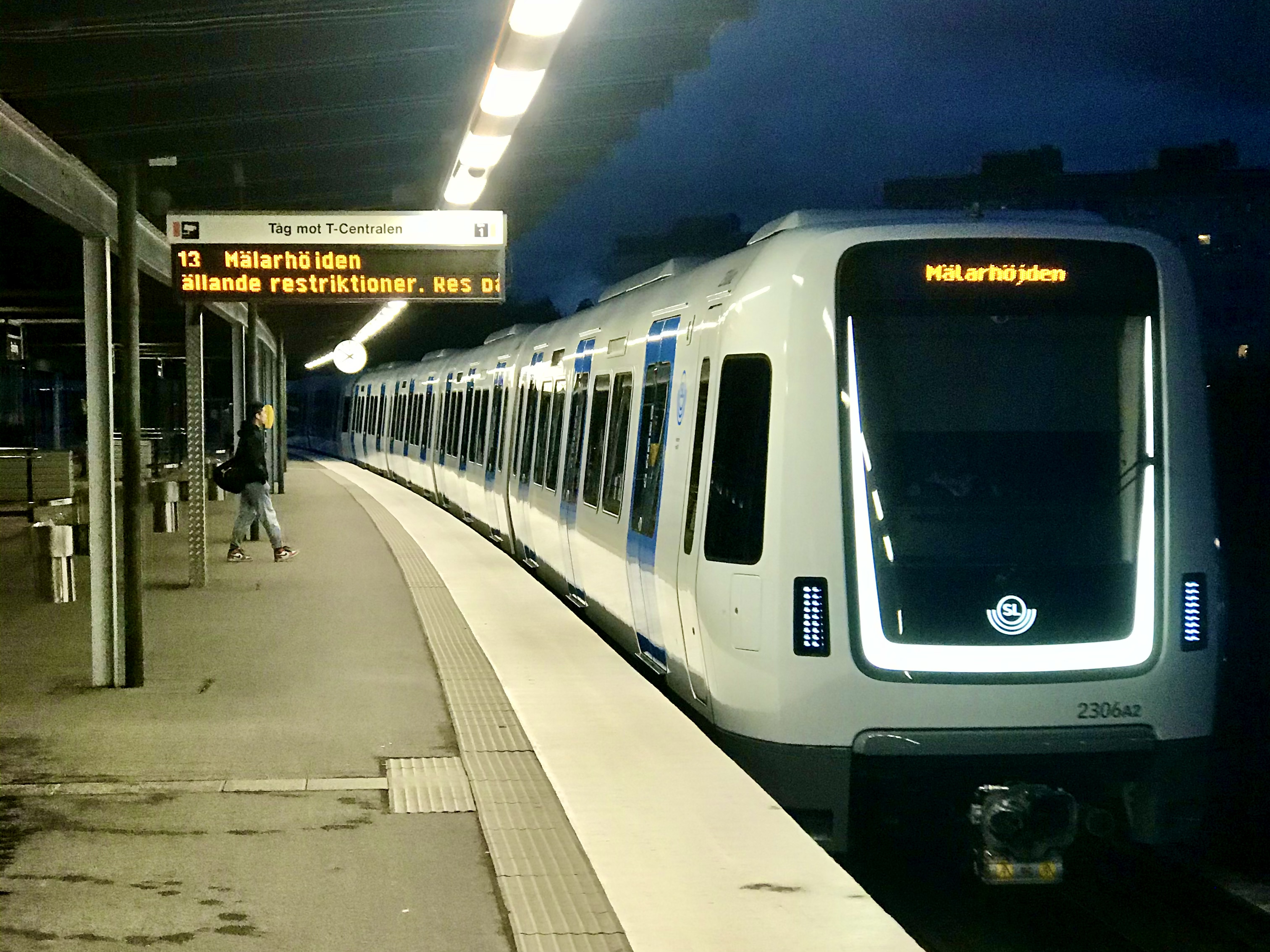
SL:s modernaste tunnelbanetåg av modellen C30.
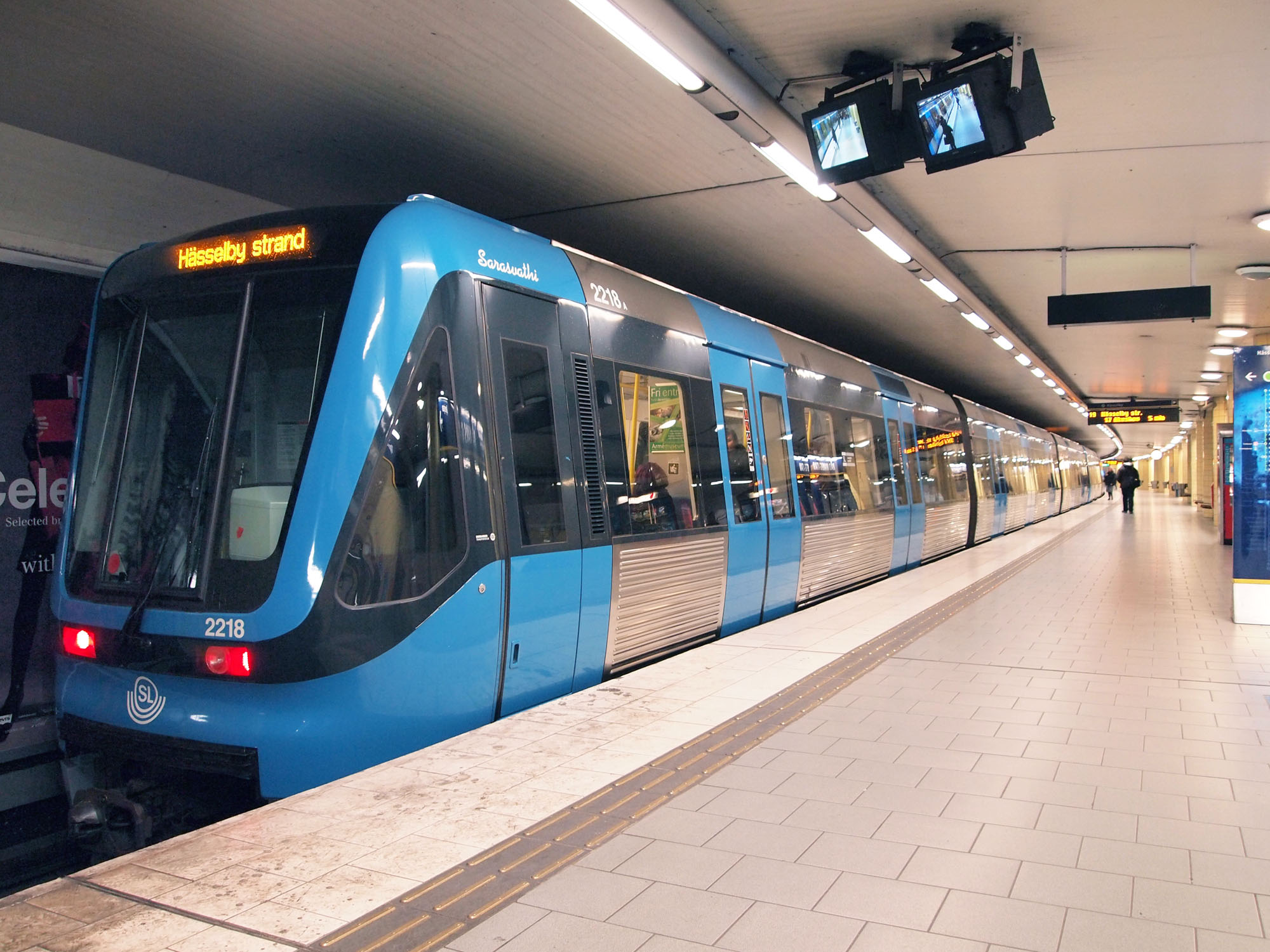
En tunnelbanevagn av modellen C20. Renoverades mellan 2023-2024.
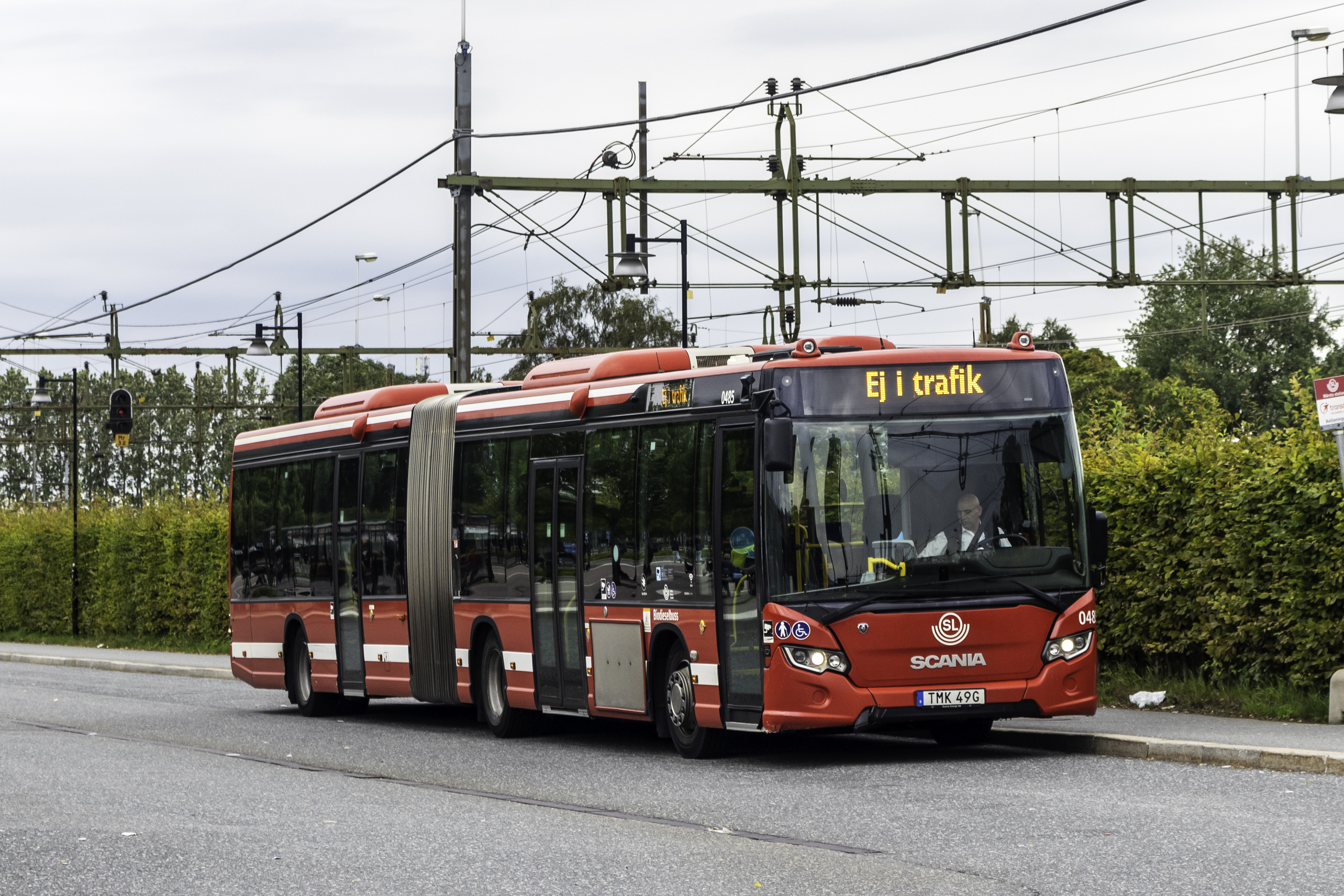
En ledvagn av bussmodellen Scania Citywide i Märsta.
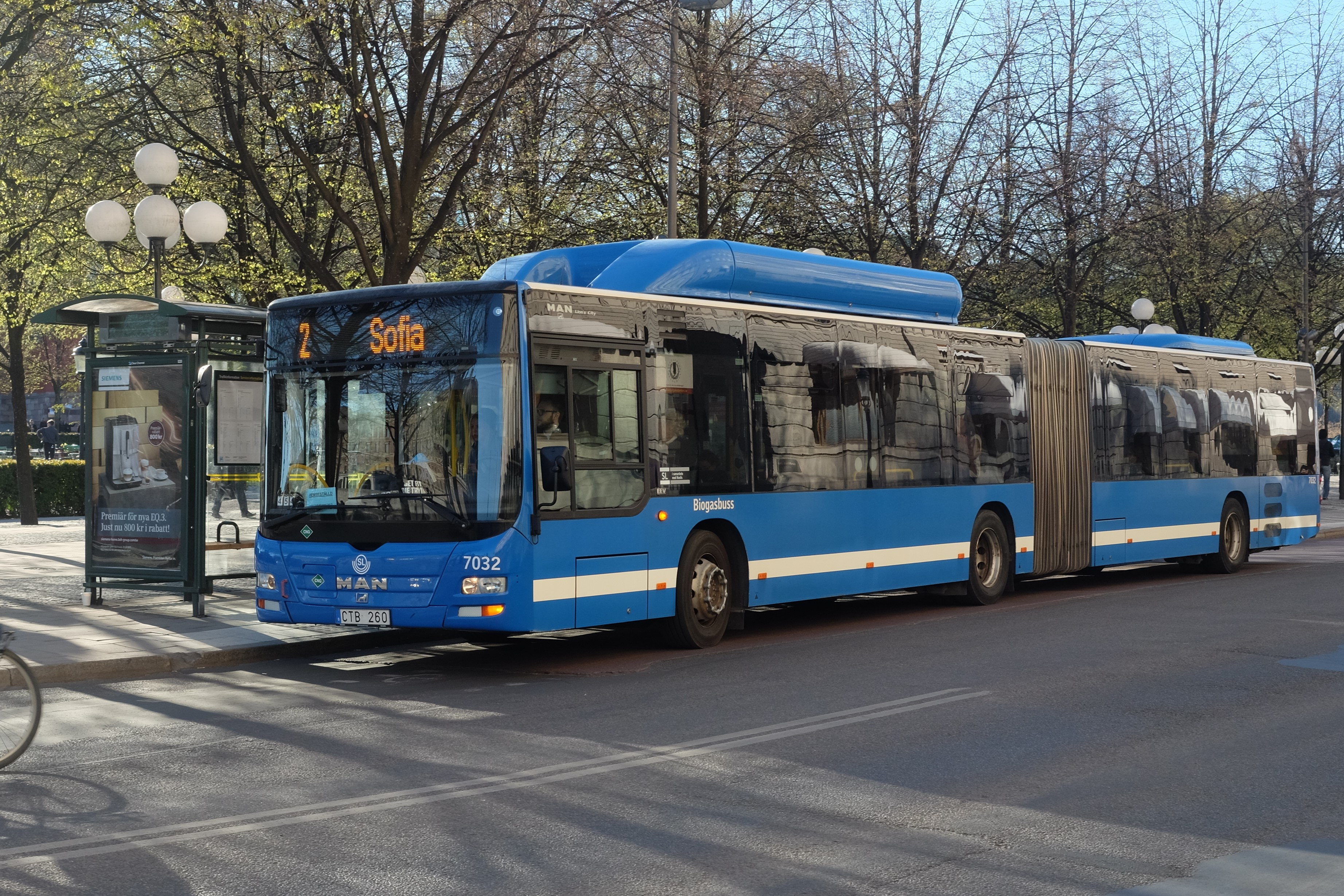
Blåbuss på linje 2 av modellen MAN Lion's City. Den vanligaste bussen i länet. Finns både som elbuss och biodieselbuss.
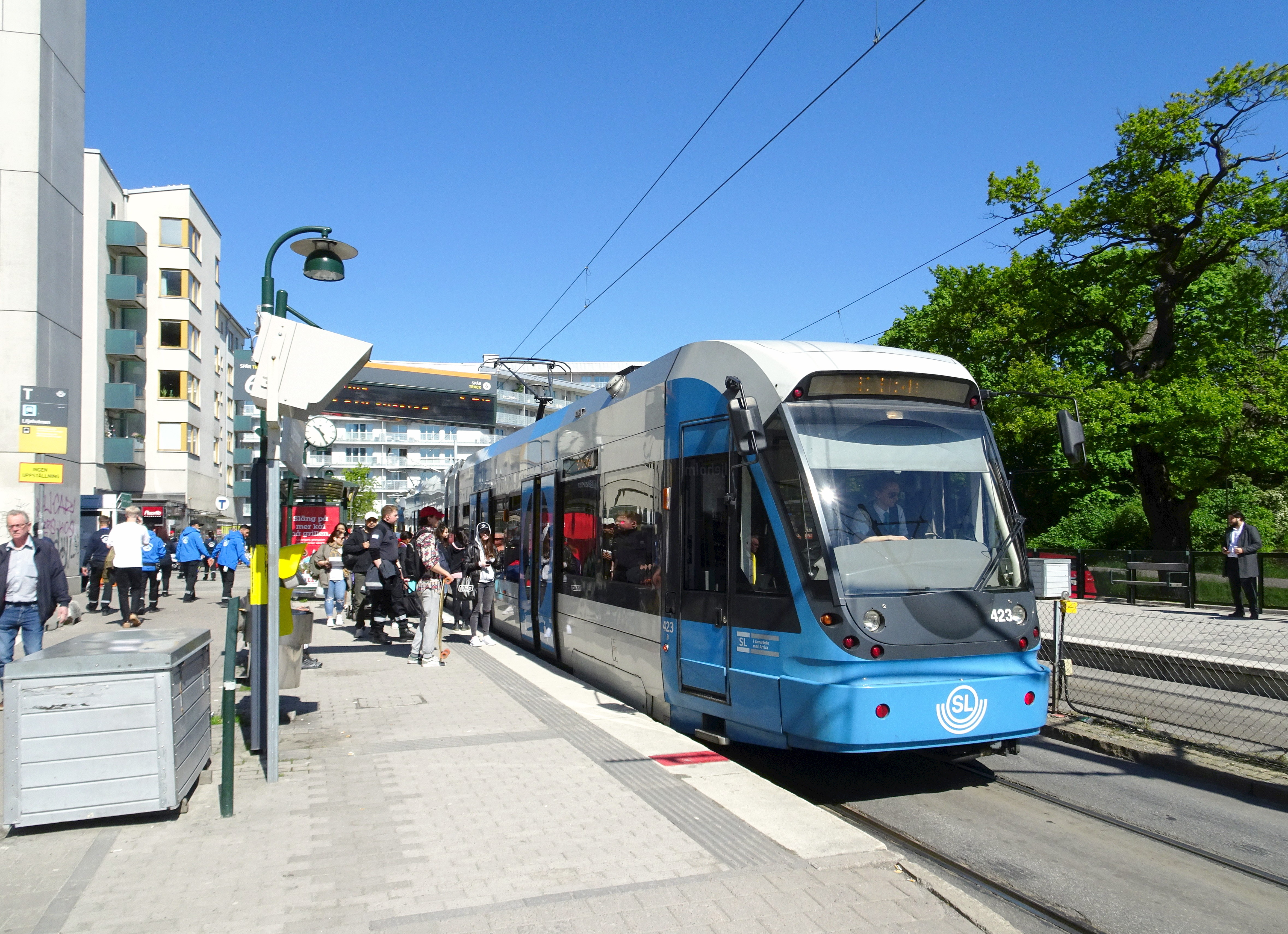
Tvärbanans äldre vagnar av typ A32.
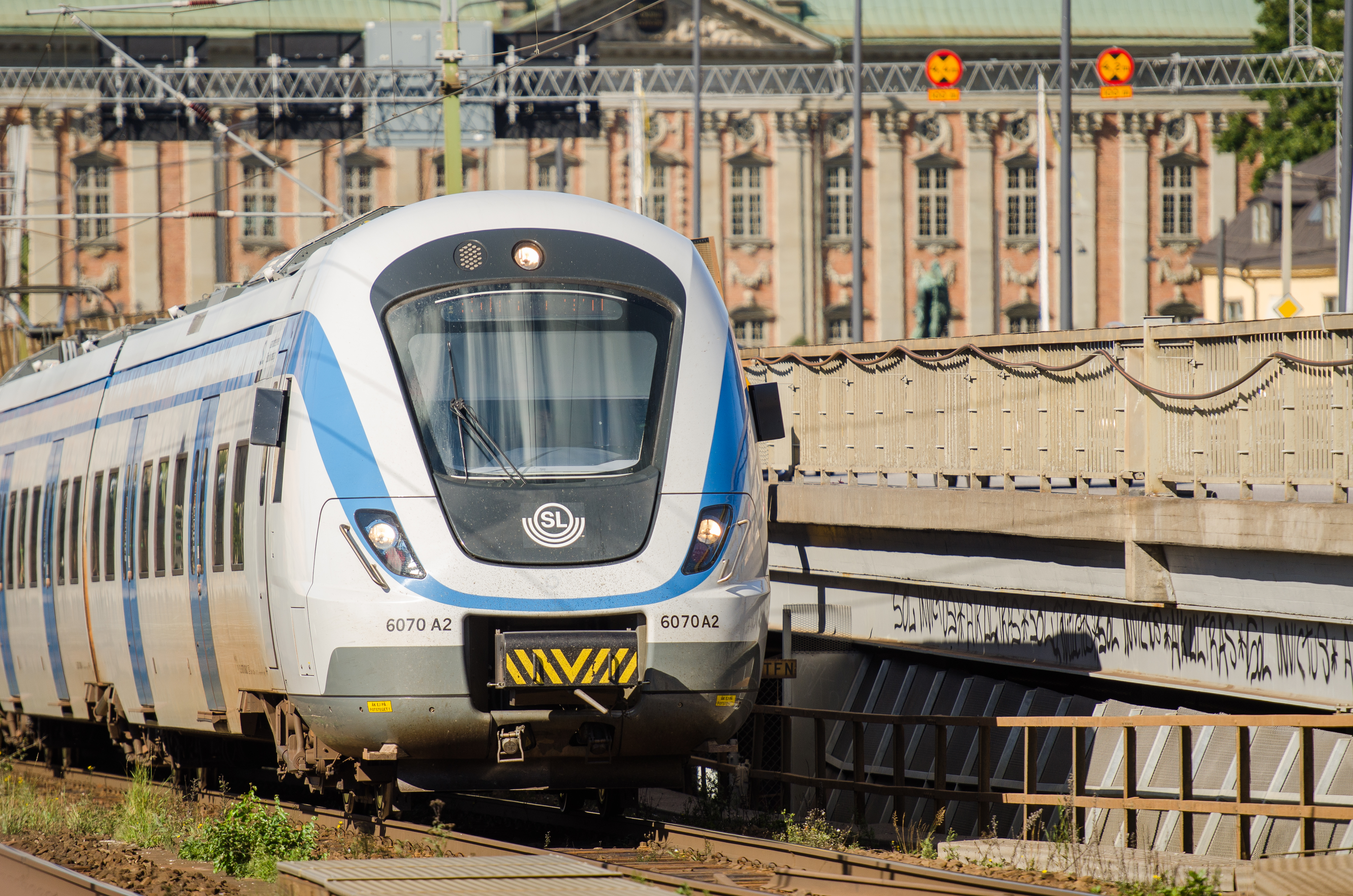
Pendeltåg X60.
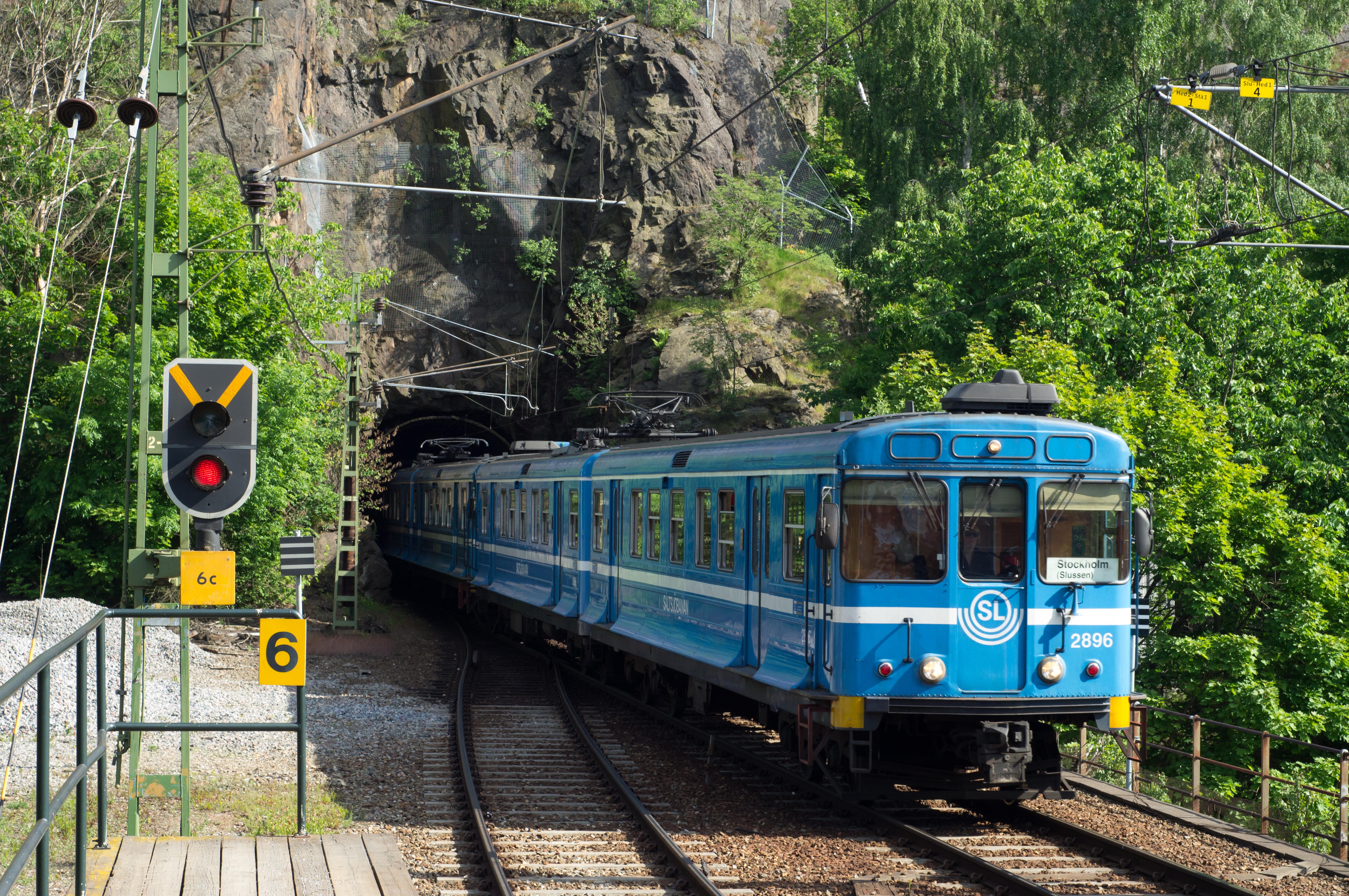
Saltsjöbanetåg med C11 i spetsen.
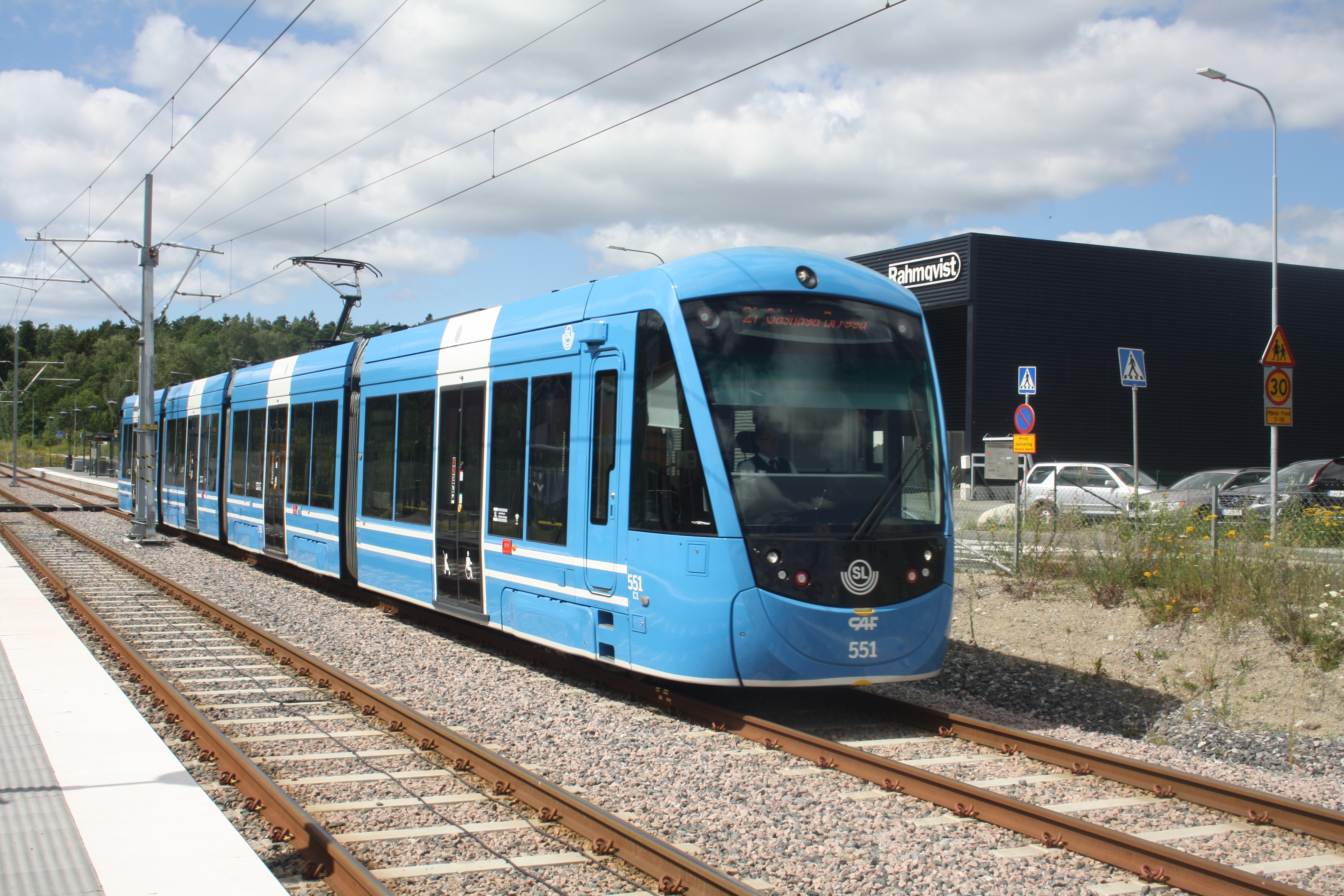
Lidingöbanans nya vagnar A36.
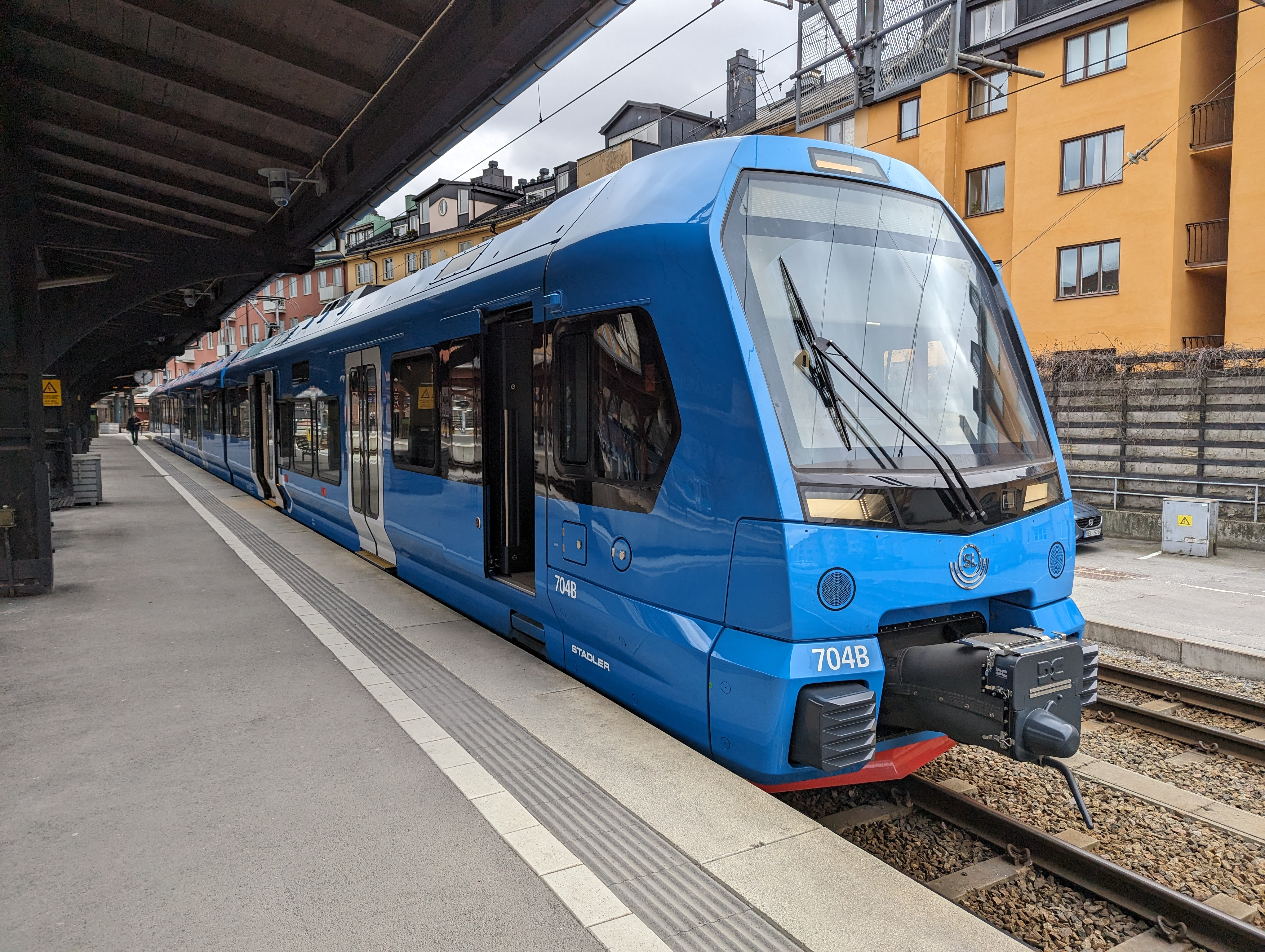
Roslagsbanans nyare modell X15p vid Östra station.
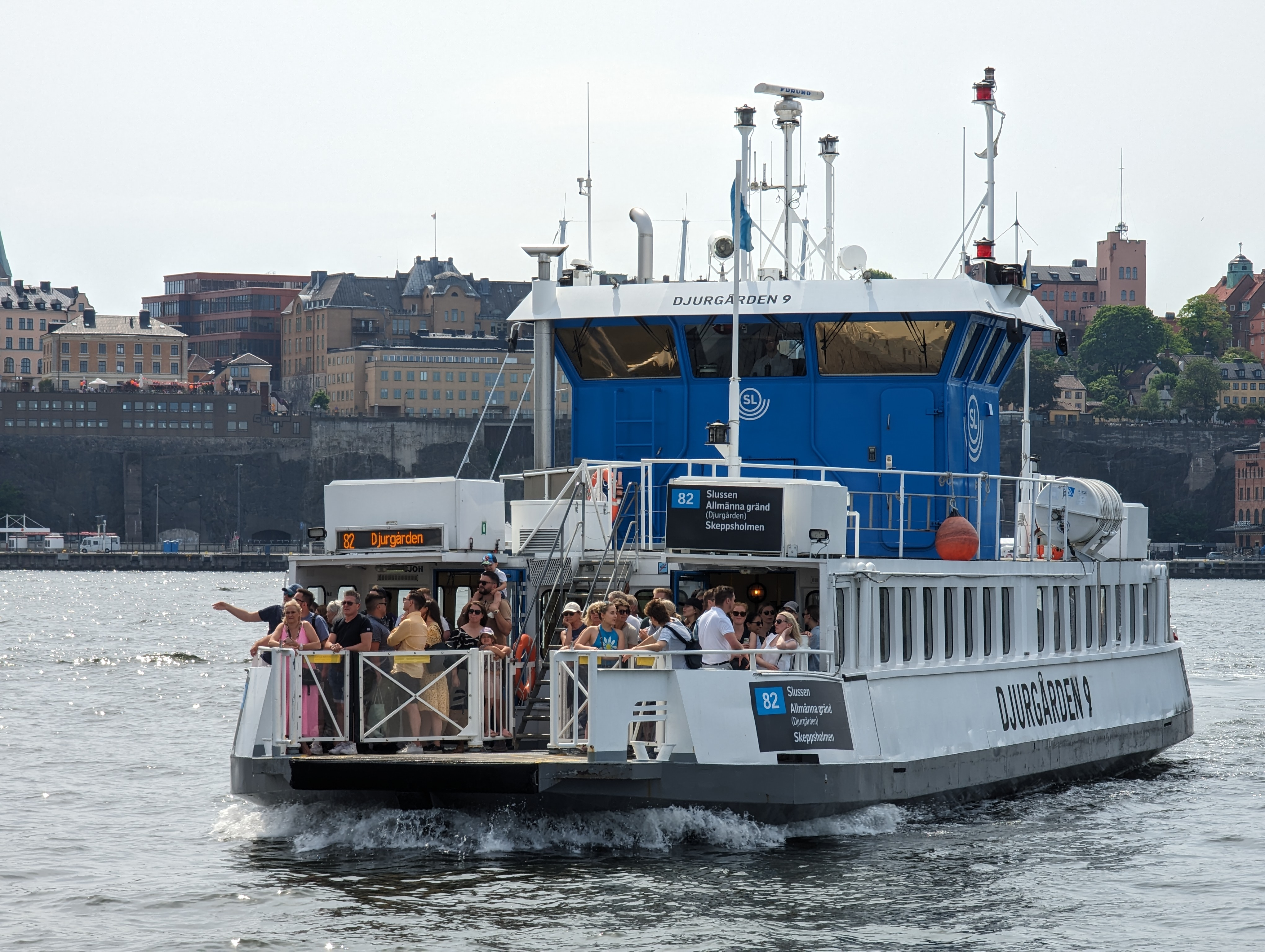
Djurgårdsfärjan.

## Entreprenörer
SL upphandlar trafik av entreprenörer. Samtliga SL-fordon är markerade med vilken entreprenör som utför tjänsten. Följande entreprenörer utför trafiken på uppdrag av SL i deras trafikområden: 

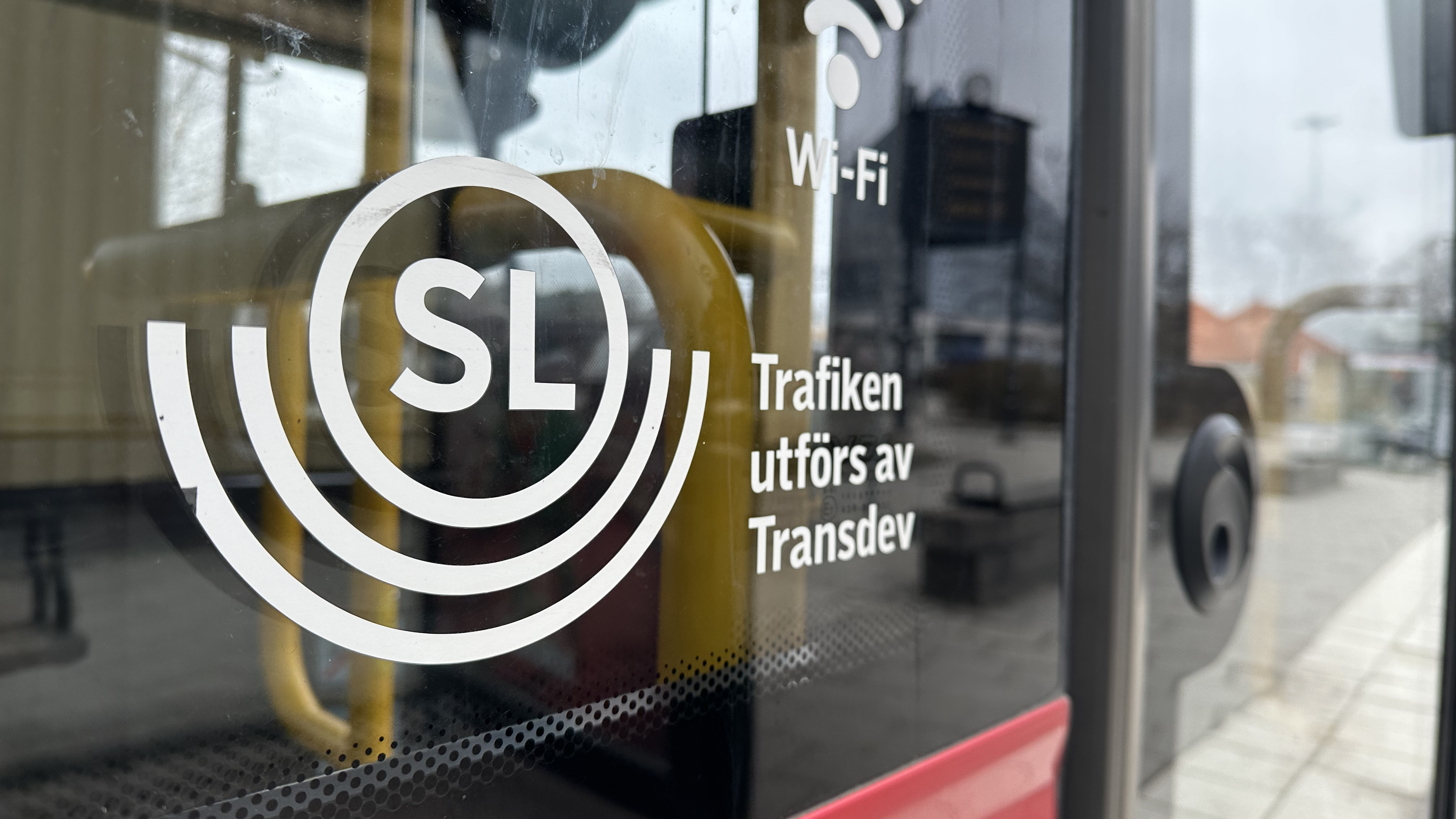
En Transdev-markering på en VDL Citea vid Upplands Väsby Station.

### Busstrafiken
- VR Sverige: Ekerö, Tyresö och ersättning för Saltsjöbanan[5]. (Södertälje, Nykvarn, Upplands-Bro, Järfälla från augusti 2026)[6]
- Nobina: Huddinge, Salem, Söderort[7], Haninge, Järfälla, Nykvarn, Nynäshamn, Södertälje, Nacka, Värmdö. (Järfälla, Nykvarn, fram till augusti 2026).
- Transdev: Danderyd, Norrtälje, Sigtuna, Täby, Upplands Väsby, Vallentuna, Vaxholm, Österåker.
- Keolis: Innerstaden, Lidingö, Solna, Sollentuna, Bromma, Sundbyberg.
- Bergkvara: Närtrafiken.

### Spårvägs-, pendeltågs- och tunnelbanetrafik
AB Stockholms Spårvägar (SS) kör Spårväg city, Lidingöbanan, Nockebybanan, Tvärbanan. Transdev kör Roslagsbanan.  SJ Stockholmståg ansvarar för pendeltågstrafiken. MTR ansvarar för tunnelbanetrafiken. Saltsjöbanans tåg är ur trafik, Stockholms Spårvägar har avtalet för tågen, VR Sverige kör ersättningsbussar tills tågtrafiken är återställd.
Den 2 november 2025 tar Connecting Stockholm över ansvaret för tunnelbanan. SJ ansvarar för pendeltågen i ett nödavtal som sträcker sig till 2 mars 2026. Pendeltågen har ingen planerad ersättare för 2026.

### Pendelbåtarna
Djurgårdens Färjetrafik (Strömma AB) kör Djurgårdsfärjan och båtarna på Värmdö. Rederi Ballerina kör linje 80 mellan Nybroplan och Ropsten. Blidösundsbolaget (Transdev) kör pendelbåtarna i Stockholms skärgård och Vaxholm.

### Övrigt
SL Kundtjänst och SL Center drivs från 1 oktober 2015 av callcenterföretaget Releasy Customer Management AB på uppdrag av Storstockholms Lokaltrafik. Kundtjänsten är placerad i Borås, Linköping och Stockholm (SL Center och SL Kundtjänst Sergels Torg).
Även underhåll av infrastruktur upphandlas i konkurrens, bland de större entreprenörerna kan nämnas, Infranord AB, Strukton Rail, Eltel Networks, EIAB med flera medan drift av tunnelbanestationer och -depåer sköts av Caverion AB.
SL:s biljettkontroller utförs på entreprenad av ISS. Yttre trygghet utförs av Avarn Security och CSG.

## Dotterbolag/intressebolag
- AB SL Finans (100%)
- AB Transitio (5%) - anskaffar spårfordon, ägs även av 19 andra kollektivtrafikmyndigheter
- Stockholms Terminal AB (40%)

### Tidigare dotterbolag/intressebolag
- SL HR Service AB (100%) (Fusionerat 2016)
- SL Kundtjänst AB (51%) (övertaget efter 2015 av Releasy Customer Management AB, ett privatägt callcenterföretag) (Fusionerat 2016)
- SL Infrateknik AB (100%) (Fusionerat 2018)
- SL Lidingö Trafik AB (97%) (Likviderat 2013)
- Fastighets AB Viggestaberg (100%) (Fusionerat 2016)
- Tågia AB (100%) (Fusionerat 2016)
- Busslink i Sverige AB (30%) - ägs sedan augusti 2010 av den franska kollektivtrafikgruppen Keolis.  Busslink i Sverige AB bytte samtidigt namn till Keolis Sverige AB.
- Industritekniska Gymnasiet grundades år 1963. Skolan drevs genom SL:s dotterbolag Tågia och såldes år 2013.[11] Därefter bedrev Tågia ingen verksamhet.

## Ledande befattningar

### Styrelseordförande
- Per-Olof Hanson, 1967–1971
- Bertil Jonberger, 1971–1974
- Birger Rosell, 1974–1979
- Roland Björsne, 1980–1982
- Bosse Ringholm, 1983–1985, 1989
- Stig Dingertz, 1986–1988
- Claes Ånstrand 1989–1991
- Elwe Nilsson 1992–1994
- Claes Ånstrand 1994–1997
- Peter Larsson, 1997–1998
- Elwe Nilsson, 1999–2002
- Anna Berger Kettner, 2003–2006
- Christer G Wennerholm, 2007–2014
- Kristoffer Tamsons, 2014–2022
- Anton Fendert, 2023–

### Verkställande direktörer
- Helge Berglund, 1967–31 december 1972
- Ingemar Bäckström, 1 januari 1973–31 augusti 1988
- Leif Axén, 1 september 1988–30 september 1998
- Kjell Nilsson[förtydliga], 1 oktober 1998–31 mars 2000
- Gunnar Schön, 1 april 2000–6 maj 2003
- Ingemar Ziegler, 2003 (tillförordnad)
- Lennart Jangälv, 1 november 2003–14 december 2006
- Lars Nordstrand, 14 december 2006 (tillförordnad)
- Ingemar Ziegler, 1 januari 2007–30 september 2009
- Göran Gunnarsson, 1 oktober 2009–23 februari 2010 (tillförordnad)
- Göran Gunnarsson, 23 februari 2010–23 juni 2011
- Madeleine Raukas, 23 juni 2011–31 december 2011 (tillförordnad)
- Anders Lindström, 1 januari 2012–maj 2015
- Ragna Forslund, 2015–29 februari 2016 (tillförordnad)
- Caroline Ottosson, 1 mars 2016–juli 2019
- Sara Catoni, 2019–hösten 2020  (tillförordnad)
- David Lagneholm hösten 2020–[12]

## Trafik
Huvudartikel: Kollektivtrafik i Stockholms län

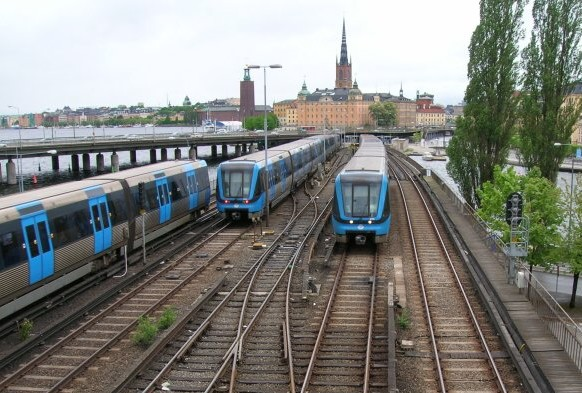
Stockholms tunnelbana korsar Söderström mellan stationerna Slussen och Gamla stan.

SL har en mycket omfattande trafik vars stomme utgörs av pendeltåg och tunnelbana. Spårtrafiken består också av lokaltåg på Roslagsbanan och Saltsjöbanan samt av spårvagnar på Spårväg City, Lidingöbanan, Nockebybanan och Tvärbanan. Bussnätet täcker hela länet. SL äger även Djurgårdslinjens infrastruktur, men trafiken där bedrivs ideellt av medlemmar i Svenska Spårvägssällskapet. SL-nätet sträcker sig även till Uppsala och Södermanlands län med ett antal busslinjer samt pendeltåg till stationerna Gnesta, Uppsala och Bålsta.
Det är cirka 800 000 resenärer som gör totalt nästan 3 miljoner resor (antal påstigande 2017) i SL-trafiken en vanlig vardag. Varav 1 miljon sker i busstrafiken. 
SL:s koldioxidutsläpp uppgick under 2017 till 14 903 ton per år vilken är en minskning med 87% sen 2011 trots ökad trafikmängd, Utsläppen härrör i huvudsak kommer från busstrafiken.
SL har biljettintäkter på 8,1 miljarder, övriga intäkter på 4,4 miljarder och kostnader på 18,5 miljarder kronor exkl avskrivningar (2017). Skillnaden täcks av bidrag från landstinget, 9,9 miljarder. SL AB redovisade en vinst på 483 miljoner 2017.

## Linjer i spårtrafiken
| Linje      | Linjenamn    | Färdväg | Vagntyper                |
| Tunnelbana | Tunnelbana   | Tunnelbana | Tunnelbana               |
| ---------- | ------------ | --- | ------------------------ |
| 10         | Blå linjen   | Kungsträdgården–T-Centralen–Västra skogen–Sundbybergs centrum–Rissne–Hjulsta | C25/C20U                 |
| 11         | Blå linjen   | Kungsträdgården–T-Centralen–Västra skogen–Solna centrum–Hallonbergen–Akalla | C25/C20U                 |
| 13         | Röda linjen  | Norsborg–Liljeholmen–T-Centralen–Ropsten | C25/C20U och C30         |
| 14         | Röda linjen  | Fruängen–Liljeholmen–T-Centralen–Mörby centrum | C25/C20U och C30         |
| 17         | Gröna linjen | Hässelby strand-Åkeshov–Alvik–Odenplan–T-Centralen–Skarpnäck | C25/C20U                 |
| 18         | Gröna linjen | Hässelby strand–Åkeshov-Alvik-Odenplan–T-Centralen–Farsta strand | C25/C20U                 |
| 19         | Gröna linjen | Hässelby strand–Åkeshov–Alvik–Odenplan–T-Centralen–Hagsätra | C25/C20U                 |
| Spårvagn   |              | |                          |
| 7          | Spårväg City | T-Centralen–Kungsträdgården–Nybroplan–Nordiska Museet/Vasamuseet–Skansen–Waldemarsudde | A35                      |
| 12         | Nockebybanan | Alvik–Ålstensgatan–Höglandstorget–Nockeby | A32 och A35 under tester |
| 21         | Lidingöbanan | Ropsten–Larsberg–AGA–Skärsätra–Gåshaga–Gåshaga brygga | A36                      |
| 30         | Tvärbanan    | Solna station–Sundbybergs centrum–Alvik–Stora Essingen–Liljeholmen–Årstaberg–Gullmarsplan–Sickla                                                                                           | A32 och A35              |
| 31         | Tvärbanan    | Bromma Flygplats–Bromma Blocks–Norra Ulvsunda–Johannesfred–Alvik–Alviks Strand | A32 och A35              |
| Lokalbana  |              | |                          |
| 25         | Saltsjöbanan | Slussen–Nacka–Lillängen–Saltsjö-Duvnäs–Igelboda–Saltsjöbaden | C10 och C11              |
| 26         | Saltsjöbanan | Igelboda–Tippen–Tattby–Erstaviksbadet–Solsidan | C10 och C11              |
| 27         | Roslagsbanan | Stockholms östra–Universitetet–Mörby–Roslags Näsby–Täby kyrkby–Vallentuna–Lindholmen–Kårsta                                                                                                | X10p och X15p            |
| 28         | Roslagsbanan | Stockholms östra–Universitetet–Mörby–Roslags Näsby–Täby Centrum–Viggbyholm–Hägernäs–Åkersberga–Österskär                                                                                   | X10p och X15p            |
| 29         | Roslagsbanan | Stockholms östra–Universitetet–Mörby–Näsbypark | X10p och X15p            |
| Pendeltåg  |              | |                          |
| 40         | Pendeltåg    | Uppsala centralstation–Knivsta–Arlanda–Upplands Väsby–Sollentuna–Solna–Stockholm Odenplan–Stockholm City–Stockholms södra–Älvsjö station–Huddinge–Tumba–Södertälje hamn–Södertälje centrum | X60 - X60B               |
| 41         | Pendeltåg    | Märsta–Upplands Väsby–Sollentuna–Solna–Stockholm Odenplan–Stockholm City–Stockholms södra–Älvsjö station–Huddinge–Tumba–Södertälje hamn–Södertälje centrum                                 | X60 - X60B               |
| 43         | Pendeltåg    | Bålsta–Kungsängen–Jakobsberg–Sundbyberg–Stockholm Odenplan–Stockholm City–Stockholms södra–Älvsjö station–Handen–Jordbro–Västerhaninge–Ösmo–Nynäshamn                                      | X60 - X60B               |
| 43X        | Pendeltåg    | Kallhäll–Jakobsberg–Sundbyberg–Stockholm Odenplan–Stockholm City–Stockholms södra–Älvsjö station–Handen–Västerhaninge–Ösmo–Nynäshamn                                                       | X60 - X60B               |
| 48         | Pendeltåg    | Södertälje centrum–Södertälje hamn–Södertälje Syd–Järna–Mölnbo–Gnesta | X60 - X60B               |

### Linjekartor
Klicka på linjenamnet för att se kartan.
Tunnelbanan · Pendeltågen · Roslagsbanan · Saltsjöbanan · Spårväg City · Lidingöbanan · Tvärbanan · Nockebybanan

## Biljettsystem
Se: Kollektivtrafik i Stockholms län#Biljettsystem

## Skattefinansieringsgrad

SL inflationsjusterade priser för månadskort

Sedan början av 1990-talet har skattefinansieringsgraden sänkts från cirka 70 procent till dagens nivå på cirka 50%.
| År   | finansieringsgrad |
| ---- | ----------------- |
| 2004 | 49%               |
| 2005 | 49,2%             |
| 2006 | 52%               |
| 2007 | 53,1%             |
| 2008 | 51,4%             |
| 2009 | 48,6%             |
| 2010 | 51,2%             |
| 2011 | 49,1%             |
| 2012 | 45,8%             |
| 2013 | 47,7%             |
| 2014 | 47,8%             |
| 2015 | 49,2%             |
| 2016 | 48%               |
| 2017 | 48%               |
| 2018 | 45,4%             |
| 2019 | 45%               |
| 2020 | 54,4%             |

## Resultat per år
| Resultat   | År   |
| ---------- | ---- |
| −1 115 mkr | 2020 |
| 563 mkr    | 2019 |
| 479 mkr    | 2018 |
| 215 mkr    | 2017 |
| 86 mkr     | 2016 |
| −250 mkr   | 2015 |
| −75 mkr    | 2014 |
| −21 mkr    | 2013 |
| 55 mkr     | 2012 |
| −156 mkr   | 2011 |
| −420 mkr   | 2010 |
| 414 mkr    | 2009 |
| 282 mkr    | 2008 |
| 320 mkr    | 2007 |
| −955 mkr   | 2006 |
| 340 mkr    | 2005 |
| 98 mkr     | 2004 |
| 70 mkr     | 2003 |
| 415 mkr    | 2002 |
| 158 mkr    | 2001 |
| 247 mkr    | 2000 |
| 295 mkr    | 1999 |